# Łowcy gwiazd
Łowcy gwiazd – singel polskiej piosenkarki Cleo z jej trzeciego albumu studyjnego, zatytułowanego superNOVA. Singel został wydany 7 lutego 2018.
Kompozycja znalazła się na 6. miejscu listy OLiA, najczęściej odtwarzanych utworów w polskich rozgłośniach radiowych. Nagranie otrzymało w Polsce status diamentowego singla, przekraczając liczbę 250 tysięcy sprzedanych kopii.

## Geneza utworu i historia wydania
Utwór napisali i skomponowali Joanna Klepko i Witold Czamara.
Singel ukazał się w formacie digital download 7 lutego 2018 w Polsce za pośrednictwem wytwórni płytowej Universal Music Polska. Kompozycja została umieszczona na trzecim albumie studyjnym Cleo – superNOVA.
31 grudnia 2023 utwór został wykonany podczas Sylwestra z Dwójką emitowanego na antenie stacji TVP2 w Zakopanem.

## „Łowcy gwiazd” w stacjach radiowych
Nagranie było notowane na 6. miejscu w zestawieniu OLiA, najczęściej odtwarzanych utworów w polskich rozgłośniach radiowych.

## Teledysk
Do utworu powstał teledysk, który udostępniono w dniu premiery singla za pośrednictwem serwisu YouTube.

## Lista utworów
- Digital download[6]

1. „Łowcy gwiazd” – 3:14

## Notowania

### Pozycje na listach airplay
| Kraj   | Lista             | Najwyższa pozycja |
| ------ | ----------------- | ----------------- |
| Polska | OLiA              | 6                 |
| Polska | AirPlay – Nowości | 1                 |
| Polska | AirPlay – TV      | 5                 |

## Certyfikaty
| Kraj          | Certyfikat       | Sprzedaż |
| ------------- | ---------------- | -------- |
| Polska (ZPAV) | diamentowa płyta | 250 000+ |